# Pseudothemis
Pseudothemis is een geslacht van libellen (Odonata) uit de familie van de korenbouten (Libellulidae).

## Soorten
Pseudothemis omvat 2 soorten:
- Pseudothemis jorina Förster, 1904
- Pseudothemis zonata (Burmeister, 1839)